# لوران موهیلبی
لوران موهیلبی (انگلیسی: Laurent Mohellebi؛ زادهٔ ۵ ژانویهٔ ۱۹۸۴) بازیکن فوتبال اهل فرانسه است.
از باشگاه‌هایی که در آن بازی کرده‌است می‌توان به باشگاه فوتبال تیرانا، آ.اس موناکو، و باشگاه فوتبال پاری سن ژرمن اشاره کرد.